# Bahnhof Heiligenstadt (Eichsfeld) Ost

Der Bahnhof Heiligenstadt Ost war ein Betriebsstelle der Bahnstrecke Heiligenstadt–Schwebda in Heilbad Heiligenstadt in Thüringen.

## Geschichte
Die Bahnstrecke Heiligenstadt–Schwebda wurde 1914 in Betrieb genommen. Am 28. August ging der Abschnitt bis zum Bahnhof Heiligenstadt Ost und am 1. Oktober die restliche Strecke in Betrieb. Zum Bahnhof, der sich auf einer Höhe von 265 m befindet, gehörte noch eine Güterabfertigung mit einem Güterschuppen und mehreren Ladegleisen. Da die Strecke im vereinfachten Nebenbahndienst betrieben wurde und einige Weichen unterwegs in Handbedienung mit Schlüsseln betätigt wurden, war auf dem Bahnhof Ost und dem Bahnhof Schwebda ein Schlüsselbrett für die Befahrung hinterlegt. Für den Abschnitt von Heiligenstadt Ost bis Ershausen war der hiesige Bahnhof als Zugleitbahnhof zugeteilt. Vom Bahnhof verkehrten Übergabezüge nach dem Pferdebachtal und Kalteneber.

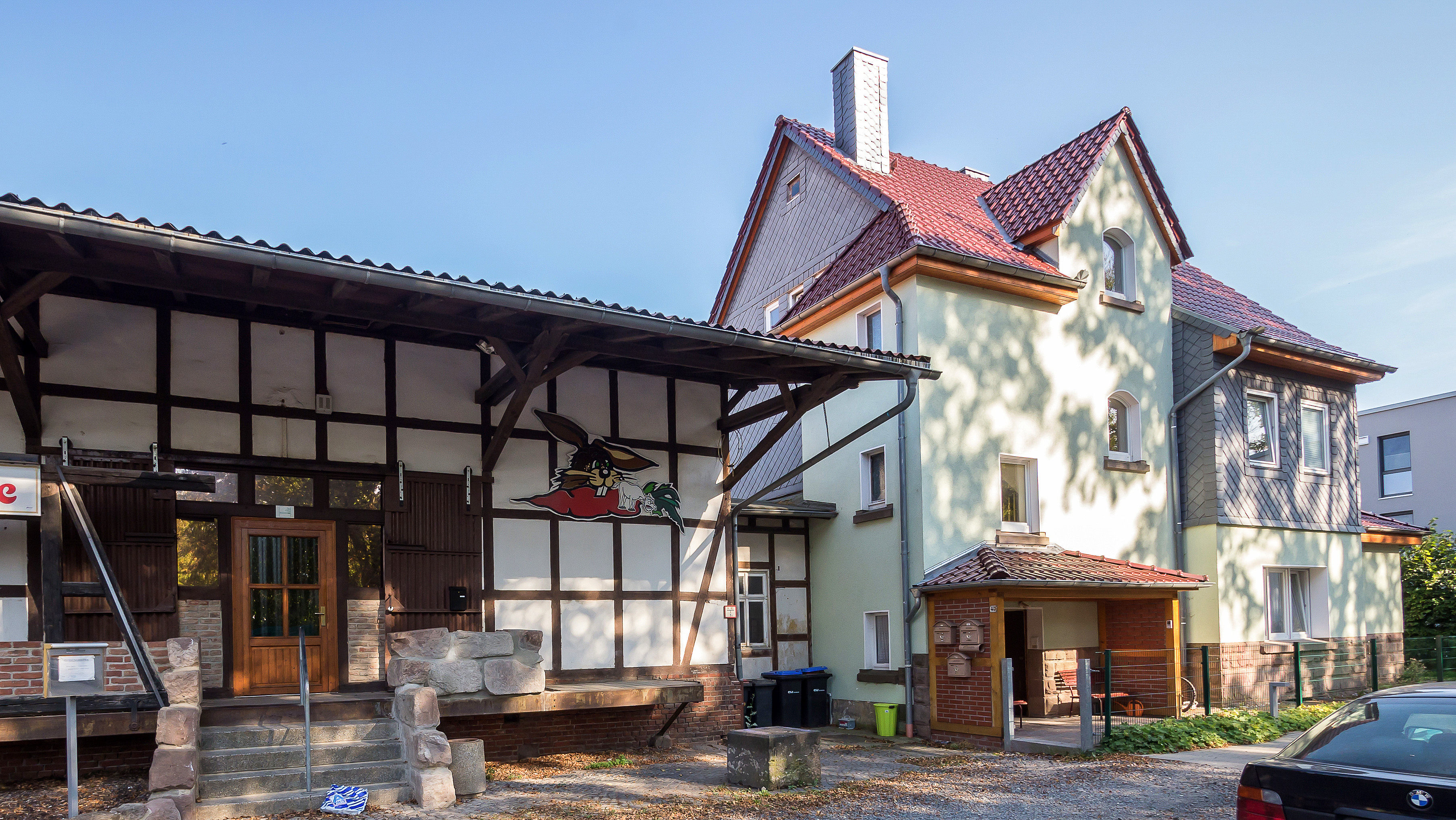
Empfangsgebäude, Straßenseite (2016)

1947 wurde der Betrieb auf dieser Strecke auf Aufforderung der sowjetischen Besatzungsmacht eingestellt und die Strecke vom Stadtrand bis nach Großtöpfer als Reparationsleistung abgebaut. Nur noch die Reststrecke vom Bahnhof Heiligenstadt (Eichsf.) über den Abzweig zum Bahnhof Ost blieb für den Güterverkehr erhalten und wurde in einen Streckenrangierbezirk umgewandelt.
Ab 1991 wurde der Güterverkehr komplett eingestellt. Das Empfangsgebäude und der Güterschuppen wurden verkauft und werden heute privat genutzt. Mit der Sanierung der Halle-Kasseler Eisenbahn zwischen Heiligenstadt und Leinefelde wurde schließlich der Abzweig 1994 ausgebaut und die Anbindung zum Ostbahnhof unterbrochen.
Die ursprüngliche Bezeichnung des Bahnhofes lautete Heiligenstadt Dün, da sich der Bahnhof unmittelbar am Fuße des Dünberges befand.

## Ausstattung
Zum Gebäudebestand gehörten das Empfangsgebäude mit Gepäckabfertigung, einem angrenzenden Güterschuppen und ein Wirtschaftsgebäude mit Abort. Im Jahr 1944 gab es zwei Durchgangsgleise mit einfachen Bahnsteigen sowie vier weitere Gleise und 13 Weichen. Gleis 7 war bereits das Anschlussgleis zum Kornhaus. Zum Güterbahnhof gehörten eine Ladestraße, eine Holzverladerampe, ein Lademaß und eine Gleiswaage für Güterwagen. Die Schranken des unmittelbar am Bahnhof befindlichen Bahnüberganges wurden mit einem Windebock und Signalhebel in einer Wellblechbude bedient.
Das Empfangsgebäude wird heute für Wohnzwecke genutzt und der Güterschuppen beherbergt eine Kneipe. Die Gleisanlagen sind zum überwiegenden Teil noch vorhanden und betriebsbereit. 

## Museumsbahnhof

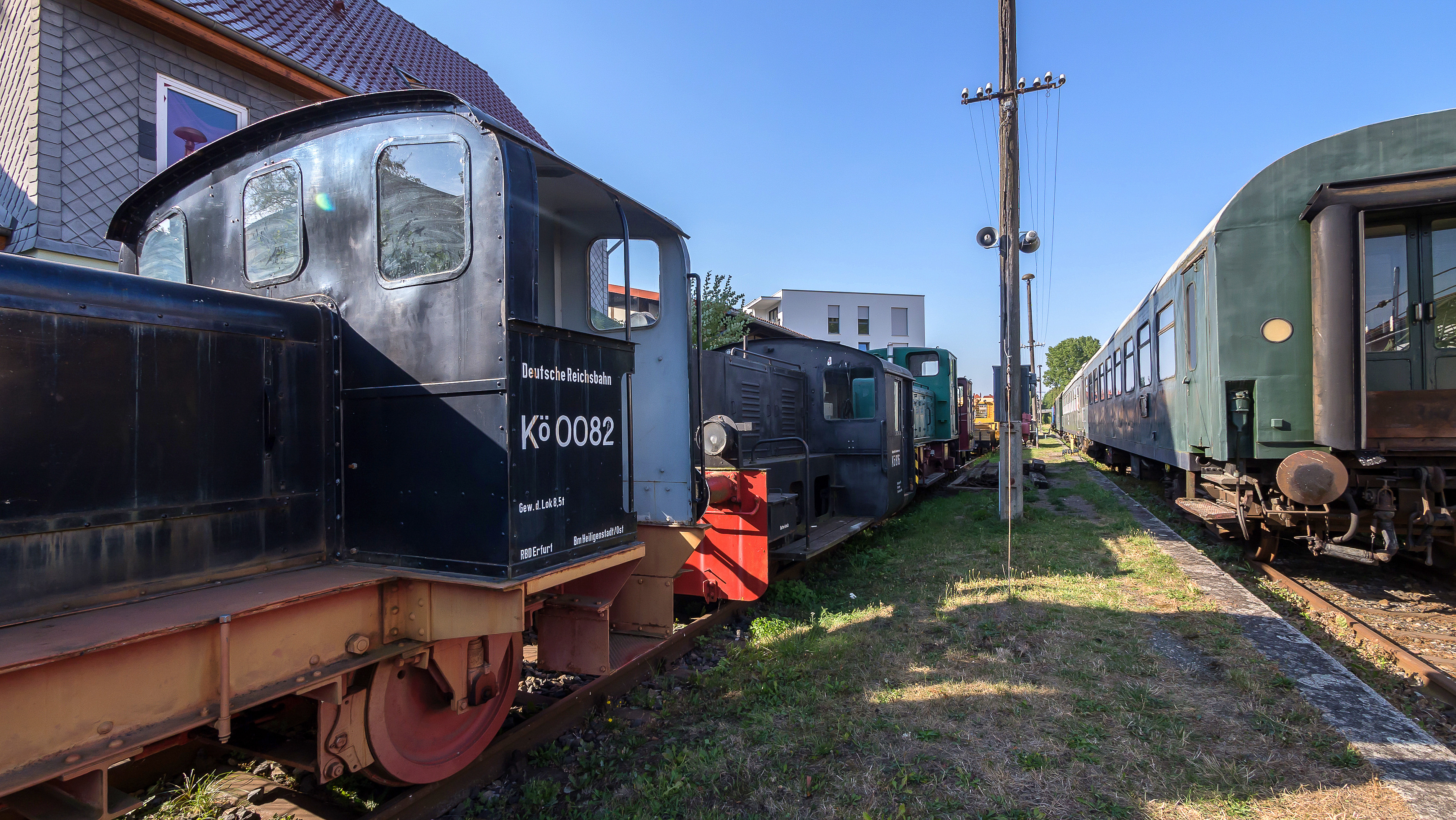
Exponate der Ausstellung im Bahnhof (2016)

Seit 1978 bemühen sich Eisenbahnfreunde um die Erforschung der Eisenbahngeschichte im Eichsfeld, die Deutsche Reichsbahn stellte ihnen ab 1984 im Ostbahnhof geeignete Räume zur Verfügung. 1991 wurde Heiligenstädter Eisenbahnverein gegründet, dieser kümmert sie sich seit der Stilllegung der Reststrecke um die Erhaltung des Bahnhofsgeländes, der verbliebenen Gleisabschnitte und der auf dem Gelände stationierten Lokomotiven und Fahrzeuge. Dazu gehört auch ein beschrankter Bahnübergang unmittelbar an den Bahnhof angrenzend. Regelmäßig werden Bahnhofsfeste für die Bevölkerung durchgeführt, bei der auch Streckenbefahrungen erfolgen. Zum Fahrzeugbestand zählen unter anderem:
- Krupp-Werkslok V22
- Diesellokomotiven V 10 und V 60
- Kleinlokomotive Kö 816
- Dampflokomotive 94 249
- mehrere Reise- und Güterwagen
- mehrere Bahndienstfahrzeuge

Das gesamte Objekt Ostbahnhof mit den Gebäuden, Gleisanlagen und Fahrzeugen ist in die Denkmalliste des Thüringischen Landesamtes für Denkmalpflege eingetragen und als Kulturdenkmal anerkannt.

## Gleisanschlüsse

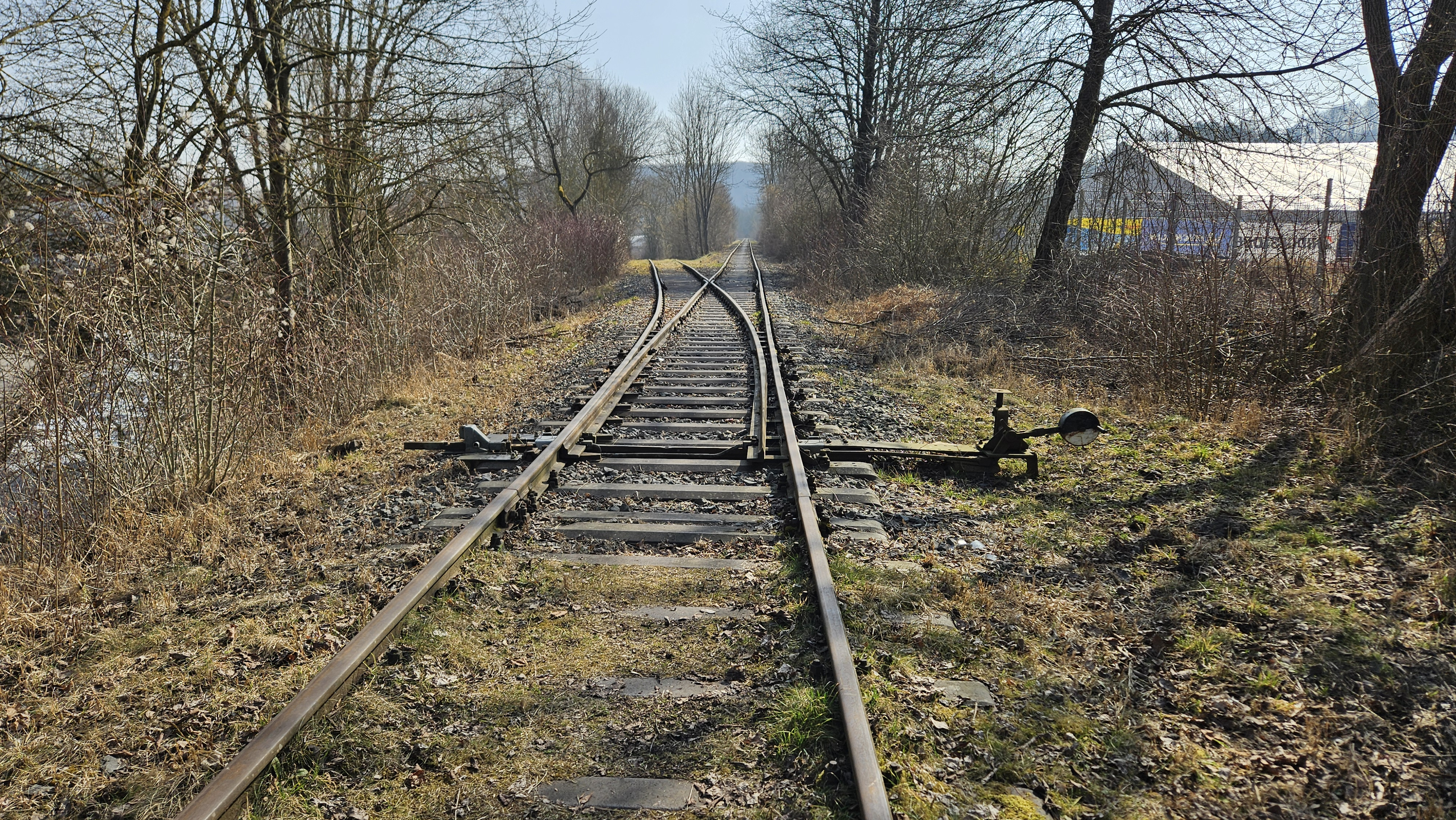
Der Gleisanschluss zur Papierfabrik

Südlich des Bahnhofes gab es mehrere Gleisanschlüsse:
- als Verlängerung des Hauptgleises 1 über die Straße zum Kornhaus, später VEAB
- Gleisanschluss bei Kilometer 2,9 bzw. bei Kilometer 3,03 zur Fa. Leineweber und Kellner (werden auf verschiedenen Gleisplänen unterschiedlich ausgewiesen)
- Gleisanschluss bei Kilometer 3,26 zur Papierfabrik